# Johann Wilhelm Gehler (Politiker, 1696)
Johann Wilhelm Gehler (* 29. April oder 1. Mai 1696; † 30. April 1765) war Kartograph, Wissenschaftler und neunfacher Görlitzer Bürgermeister.

## Leben
Johann Wilhelm entstammte dem Adelsgeschlecht Gehler. Er war der Sohn des gleichnamigen Bürgermeisters Johann Wilhelm Gehler und Anna Christiane, geborene Scholz von Schollenstern. Bartholomäus Gehler war sein Großvater, Nathanael Scholz von Schollenstern sein Urgroßvater.
Johann Wilhelm studierte in Halle und in Leipzig und promovierte d.d. 1719 in Helmstädt zum Doctor juris. Seine Dissertation unter Johann Paul Kress ist erhalten.
Am 27. Mai 1720 heiratete er Anna Elisabeth Kober († 20. Juni 1726), die älteste Tochter des Ehrenfried Kober aus Mittelgirbigsdorf (in Schöpstal).
1723 wurde er Mitglied des Görlitzer Rats. Nach dem Tod seiner ersten Frau heiratete er deren jüngere Schwester Johanna Sophia. Dazu waren Gutachten verschiedener Fakultäten nötig, außerdem zahlte er 500 Taler an das Hospital zum Heiligen Geist, da es bis dahin in der Oberlausitz eine Heirat mit der Schwester der verstorbenen Ehefrau nicht gegeben hatte. Der Ehe entstammten Johann Carl Gehler (1732–1796) und Johann Samuel Traugott Gehler (1751–1795).
1729 erlangte Gehler eine Reihe an Verwaltungsämtern, so wurde er Bau-, Waage- und Marstallinspektor. 1731 stieg er zum Stadthauptmann auf. Bürgermeister war er nach dem Verzeichnis der Bürgermeister von Görlitz in den Jahren 1739, 1741, 1743, 1745, 1747, 1749, 1751, 1753, 1755 und 1758 – Walter von Boetticher nennt statt 1758 das Jahr 1738. Gehler wechselte sich dabei im Bürgermeisteramt kontinuierlich mit Johann Daniel Riech ab. 1756 erlitt er in einer Rathaussitzung einen Schlaganfall, lebte aber noch einige Jahre bis 1765.
Gehler beschäftigte sich außerdem mit „Mathematik, Physik und optischen Versuchen“, in der deutschen Biographie wird Gehler auch als Astronom bezeichnet.
Er war Landesherr auf Sohr-Neundorf und Florsdorf und bewohnte in Görlitz den Brauhof Webergasse 10.
Ein von Gehler geschaffener Stadtplan von Görlitz stammt aus dem Jahr 1728.